# إجمالية دينية
الإجمالية الدينية هي واحدة من عدة طرق لفهم العلاقة بين الأديان، وتؤكد أنه في حين أن مجموعة واحدة من المعتقدات صحيحة بالكامل، هناك مجموعة أخرى من المعتقدات على الأقل صحيحة جزئياً. فهي تقف على النقيض من التفردية الدينية التي تؤكد أن هناك معتقد واحد فقط هو الصحيح وجميع المعتقدات على ضلالة. الإجمالية هي شكل معين من أشكال التعددية الدينية، على الرغم من أن هذا المصطلح قد يؤكد أيضاً أن جميع المعتقدات صحيحة على قدم المساواة في سياق معين للمؤمنين.
توجد مدرستان للفكر الشمولي بشكل عام:
- الشمولية التقليدية، التي تؤكد أن وجهات نظر المؤمن الخاصة صحيحة تمامًا، وأن المؤمنين بالديانات الأخرى محقون بقدر ما يتفقون مع هذا المؤمن.
- الشمولية النسبية، التي تؤكد أن مجموعة غير مؤكدة من التأكيدات هي حقيقة مطلقة، وأن أي إنسان يعيش حاليًا لم يتحقق بعد من الحقيقة المطلقة، لكن جميع البشر تأكدوا من الحقيقة المطلقة جزئيًا.

تمر مفاهيم كلا نوعي الفكر الشمولي عبر جميع الأديان.

## اليونان القديمة
التفسير عن طريق النماذج اليونانية (الترجمة اليونانية)،وهو الميل المشترك للكتاب اليونانيين القدماء إلى مساواة الآلهة الأجنبية بأعضاء البانثيون التابعين لهم. يشير هيرودوت، على سبيل المثال، إلى الآلهة المصرية القديمة آمون وأوزيريس وبتاح باسم «زيوس» و«ديونيسوس» و«هيفيستوس». يمكن أن يُنظر إلى هذا الأمر بصفته مثالًا للشمولية، بل ويمكن أن يكون توفيقًا بين الأديان.
يعمل التوفيق بين الأديان بمثابة ميزة أساسية للدين اليوناني القديم. أظهرت الهلنستية في وقت لاحق، نتيجةً لإيمان الإسكندر الأكبر أنه كان نجل الإله، فقط لتعزيزه باستشارة أوراكل من زيوس-آمون في سيوة في مصر، ملامح التوفيق بين الأديان، وبشكل أساسي خلط العناصر الفارسية، والأناضولية، والمصرية (وأخيرًا الإتروسكانية-الرومانية) ضمن التركيبات الهلنستية. بعد إضفاء الطابع الهلنستي على الثقافة المصرية التي بدأها بطليموس الأول سوتر، أصبح اسم إيزيس المعروف أيضًا باسم «ملكة السماء»، والتي تُعبد في العديد من الجوانب بأسمائها المختلفة إلى جانب اسم هيرا.

## الدين البهائي
يقول شوقي أفندي رباني، قائد العقيدة البهائية في النصف الأول من القرن العشرين:
المبدأ الأساسي الذي أعلنه أتباع حضرة حسين علي نوري، صاحبي الإيمان الراسخ، أن الحقيقة الدينية ليست مطلقة ولكنها نسبية، وأن الوحي الإلهي عملية مستمرة وتقدمية، وأن جميع الديانات العظيمة في العالم إلهية الأصل، وأن مبادئهم الأساسية في وئام تام، وأن أهدافهم ومقاصدهم متشابهة، وأن تعاليمهم ليست سوى جوانب من حقيقة واحدة، وأن وظائفهم مكملة، وأنهم لا يختلفون إلا في الجوانب غير الأساسية في عقائدهم، وأن مهامهم تمثل مراحل متعاقبة في التطور الروحي للمجتمع البشري.

## الهندوسية
- تنبثق الترنيمة المعروفة ريجفدا عن الهندوسية، والتي تدعي أن «الحقيقة واحدة، على الرغم من أن الحكماء يعرفون ذلك بطريقة مختلفة». وبالتالي يعلنون وجهة نظر تعددية دينية للدين.
- قال كريشنا، تَجَسُّد أو أفاتار فيشنو، الإله الأعلى في الهندوسية، في غيتا: بأي طريقة تُعرّف الرجل معي، يتبع الرجال طريقي بنفس الطريقة التي أقوم بها بتحقيق رغباتهم، يا أرجونا، بكل الطرق. (غيتا: 4: 11).
- قال كريشنا: « أجعل إيمان الرجل ثابتًا أيًا كان الإله أو شكل أتباع المعبود. ومع ذلك، تُحقق رغباتهم فقط من قبلي». (غيتا: 7: 21-22)
- توجد مقولة أخرى في كتاب غيتا: «يا أرجونا، حتى أولئك المصلين الذين يعبدون آلهة أخرى أقل (ديفاس مثلًا) إيمانًا، يعبدونني أيضًا، لكن بطريقة غير لائقة لأنني الكائن الأسمى. أنا وحدي استمتع بجميع الخدمات القربانية (سيفا، ياجنا) ورب الكون». (غيتا: 9:23)

## المدارس
هناك مدرستان إجماليتان:
- الإجمالية التقليدية، التي تؤكد أن وجهات نظر المؤمن نفسه صحيحة بالمطلق، ووجهات نظر المؤمنين من الديانات الأخرى صحيحة لكن بحسب ما يتفق عليه المؤمن مع المؤمن الآخر.
- الإجمالية النسبية، التي تجزم أن مجموعة مجهولة من التأكيدات والدوافع صحيحة بالمطلق، وأنه لا يوجد إنسان يعيش حالياً يملك الحقيقة المطلقة. لكن جميع البشر وصلوا فقط جزئياً إلى الحقيقة المطلقة.

كلا المدرستين تتواجدان في جميع المعتقدات الدينية.